# Engangsemballage
En engangsemballage er en emballage eller indpakning som kun er beregnet til brug en gang.
Den 14. januar 2002 valgte daværende miljøminister Hans Christian Schmidt at ophæve det danske forbud mod engangsemballage for øl og sodavand, der havde holdt øl- og sodavandsdåser ude af det danske marked. I Danmark kunne man købe dåserne med øl hhv. sodavand fra 28. september 1970 indtil 1981, hvor de blev forbudt. Fra 1973 blev det ved en frivillig aftale bestemt, at dåserne højst måtte have en markedsandel på 2%. Øl hhv. sodavand kunne igen købes i Danmark fra den 23. september 2002 i dåser indeholdende 33 cl og 50 cl. Der blev samtidig indført et retur- og pantsystem på disse dåser.